# Consistório Ordinário Público de 1933
Depois de criar cardeais em treze consistórios em menos de oito anos, Pio esperou mais que nunca para realizar seu próximo consistório em março de 1933, mais de dois anos e oito meses. Ele, no entanto, trouxe os membros do Colégio de 52 para apenas 58, nomeando seis cardeais: quatro italianos, um austríaco e um canadense. Isso deu aos italianos uma maioria na faculdade pela primeira vez em vários anos. Pius anunciou que estava fazendo mais dois cardeais como prelado, mas reteve seus nomes, o que a imprensa especulou que significava que eles eram muito importantes em seus atuais cargos para serem transferidos de posições normalmente não ocupadas por um cardeal.

## Cardeais Eleitores
| Nº                  | País               | Nome                                   | Idade              | Cargo                                                 | Título ou Diaconia                                |
| Cardeais eleitores  | Cardeais eleitores | Cardeais eleitores                     | Cardeais eleitores | Cardeais eleitores                                    | Cardeais eleitores                                |
| ------------------- | ------------------ | -------------------------------------- | ------------------ | ----------------------------------------------------- | ------------------------------------------------- |
| 1                   | Itália             | Angelo Dolci                           | 65                 | Núncio Apostólico na Romênia                          | Cardeal-presbítero de Santa Maria da Vitória      |
| 2                   | Itália             | Pietro Fumasoni Biondi                 | 60                 | Delegado Apostólico nos Estados Unidos da América     | Cardeal-presbítero de Santa Cruz de Jerusalém     |
| 3                   | Itália             | Maurilio Fossati                       | 56                 | Arcebispo de Turim                                    | Cardeal-presbítero de São Marcelo                 |
| 4                   | Canadá             | Jean-Marie-Rodrigue Villeneuve, O.M.I. | 49                 | Arcebispo de Quebec                                   | Cardeal-presbítero de Santa Maria dos Anjos       |
| 5                   | Itália             | Elia Dalla Costa                       | 60                 | Arcebispo de Florença                                 | Cardeal-presbítero de São Marcos                  |
| 6                   | Áustria            | Theodor Innitzer                       | 57                 | Arcebispo de Viena                                    | Cardeal-presbítero de São Crisógono               |
| Cardeais In Pectore |                    |                                        |                    |                                                       |                                                   |
| 7                   | Itália             | Federico Tedeschini                    | 59                 | Núncio Apostólico na Espanha                          | Revelado no Consistório Ordinário Público de 1935 |
| 8                   | Itália             | Carlo Salotti                          | 62                 | Secretário Congregação para a Evangelização dos Povos | Revelado no Consistório Ordinário Público de 1935 |

## Link Externo
- «Catholic Hierarchy» (em inglês)